# Gróf-palota (Szeged)
A Gróf-palota a szegedi belváros legnagyobb önálló szecessziós stílusban emelt épülete, amely szinte változtatás nélkül maradt meg napjainkig. A palota építését Gróf Árpád Márton, Szeged akkori főügyésze kezdeményezte, hogy magas fizetésű városi tisztviselők otthonául szolgáljon. A Raichle J. Ferenc által tervezett épület utcai szintjén ügyvédi irodák, emeletén lakások kaptak helyet. A palota igen rövid idő alatt, az építkezés kezdete után mindössze 13 hónappal, elkészült.
A háromszög alakú telekre emelt, három utcára néző épület robusztus tömeget alkot. Homlokzatának felületformálása igen változatos, oromfalak, erkélyek, beugrók tagolják, két saroktoronnyal. Az oromzatok díszítése kifejezetten különlegessé teszi az épületet kora nyári reggeleken, amikor a homlokzatra eső napfény visszaverődik az aranyszínű mintázatról. A keleties hangulatot hordozó kék, sárga és aranyszínű díszítések mellett számos helyen találhatók a magyar népművészetből átemelt motívumok, kerámiából készült falidíszek.
Belsejében kovácsoltvas korlátokkal felszerelt lépcsőház található. A homlokzaton is több helyen is láthatók a szecesszió jegyeit magukon hordozó kovácsoltvas díszítőelemek, korlátok. Szintén kovácsoltvas ornamentika védi a ház bejáratait.
Az épületet 2006-ban a kulturális minisztérium védetté nyilvánította. A 2010-es évek elejére az évek óta nem tatarozott palota rossz műszaki állapotba került, homlokzatáról több helyen lehullott a vakolat és a tető is beázott. 2013-ban Szeged, Szabadka és Zenta városa is pályázott az Európai Unió határ menti együttműködéseket támogató alapjához, a beadott közös pályázat része volt a három város legjelentősebb szecessziós épületeinek rekonstrukciója is. A Gróf-palota tetőszerkezetének 2013-as rekonstrukcióját a pályázatból fedezték.